# Tulajl asz-Szam
Tulajl asz-Szam (arab. تليل الشام) – wieś w Syrii, w muhafazie Aleppo. W 2004 roku liczyła 176 mieszkańców.